# Салерська порода
Салерська порода (фр. Salers) — порода великої рогатої худоби молочного напряму. Виведена у 19 столітті у вулканічному районі Центрального масиву Франції. Назва породи походить від назви селища Салер.

## Історія
Вважається, що салерська порода дуже давня. Вона виникла у колишньому вулканічному районі Центрального масиву Франції — на території департаменту Канталь, що розташований у Оверні. Порода відселекціонувалася в кінці 19 століття в типі червоної однокольорової худоби з комбінованим напрямком продуктивності: робочому, молочному і м'ясному. Механізація у 1950-х роках призвела до припинення використання худоби як тяглової сили, бичків почали відгодовувати для продажу в Італії, корови розводилися для отримання молока.
До Канади перший бугай салерської породи був завезений у 1972 році. У США породу почали реєструвати з 1974 року.

## Опис
Масть тварин червоно-бура, забарвлення однокольорове, на вимені — білі плями. Поширена також чорна масть. Роги довгі, ліроподібної форми. Серед салерів поширений також ген, що відповідає за безрогість. Зріст корів у холці — 140 см, жива маса бугаїв — 1000—1400 кг, корів — 700—900 кг. Вага телят у віці 120 днів становить 168 кг, у віці близько 210 днів — 272 кг. Молоко використовується переважно для відгодівлі телят та виробництва сирів канталь і салер, які відповідно до сертифікації за AOC виготовляються лише з молока корів салерської породи.

## Поширення
Станом на 2016 рік нараховувалося 201572 корови салерської породи, що утримувалися у 6028 стадах, 50983 корови було записано до племінної книги.
У Франції салерська худоба в основному розводиться у вулканічних зонах Канталя, де зосереджено дві третини поголів'я породи. Тут худоба після зимування в долині переганяється на літні гірські пасовища. Салерську худобу розводять також у регіонах Лотарингія, Нормандія, Пікардія, Шампань-Арденни, Бретань.
У Великій Британії у 2012 році налічувалося 2584 корови салерської худоби.

## Виноски
1. 1 2 3 4 5   Ю. В. Гузєєв. Генезис генофондуаборигенних порід великої рогатої худоби України. // Науково-технічний бюлетень Інституту біології тварин і Державного науково-дослідного контрольного інституту ветпрепаратів та кормових добавок. — 2014. — Вип. 15, № 4. С. 245—251.
2. 1 2 3 4 5 6 7 8 9 10   Salers. // Valerie Porter, Lawrence Alderson, Stephen J.G. Hall, D. Phillip Sponenberg (2016). Mason's World Encyclopedia of Livestock Breeds and Breeding (sixth edition). Wallingford: CABI. — P. 288. ISBN 9781780647944. (англ.)
3. ↑   Salers (Sa'lair). Інтернет-сайт "Breeds of Livestock" http://www.ansi.okstate.edu/breeds. Department of Animal Science at Oklahoma State University. Added 1995, last updated Thursday, January 27, 2000. Процитовано грудень 2016. {{cite web}}: Зовнішнє посилання в |work= (довідка) (англ.)